# Shotter's Nation
Albums de Babyshambles
The Blinding EP
(2006) Time for Heroes: The Best of The Libertines
(2007)
Shotter's Nation est le second album des Babyshambles qui est sorti le 1er octobre 2007.
La promotion de l'album a commencé à partir du 17 septembre 2007 avec la sortie du premier single Delivery.
L'album est un mélange de rock indépendant, de jazz, de garage rock et de Britpop.

## Liste
| No  | Titre                                                     | Durée |
| --- | --------------------------------------------------------- | ----- |
| 1.  | Carry On Up the Morning (Peter Doherty, Michael Whitnall) | 2:58  |
| 2.  | Delivery (Doherty, Whitnall)                              | 2:42  |
| 3.  | You Talk (Doherty, Kate Moss)                             | 3:30  |
| 4.  | UnBiloTitled (Doherty, Peter Wolfe, Adam Ficek)           | 3:52  |
| 5.  | Side of the Road (Doherty)                                | 2:09  |
| 6.  | Crumb Begging Baghead (Doherty, Whitnall)                 | 3:44  |
| 7.  | Unstookie Titled (Doherty, Whitnall, Ficek)               | 4:30  |
| 8.  | French Dog Blues (Doherty, Ian Brown, Moss)               | 3:32  |
| 9.  | There She Goes (Doherty)                                  | 3:36  |
| 10. | Baddie's Boogie (Doherty, Whitnall, Moss)                 | 3:55  |
| 11. | Deft Left Hand (Doherty, Whitnall, Moss)                  | 4:04  |
| 12. | Lost Art of Murder (Doherty)                              | 4:38  |

## Singles
- Delivery (17 juin), (2007), (Parlophone) #6
- You Talk (3 décembre), (2007), (Parlophone) #54

## Chart
| Chart (2007)           | Meilleure position |
| ---------------------- | ------------------ |
| UK Albums Chart        | 5                  |
| Austrian Albums Chart  | 14                 |
| Belgian Albums Chart   | 45                 |
| French Albums Chart    | 17                 |
| German Albums Chart    | 18                 |
| Irish Albums Chart     | 19                 |
| Italian Albums Chart   | 71                 |
| Norwegian Albums Chart | 32                 |
| Swedish Albums Chart   | 13                 |
| Swiss Albums Chart     | 29                 |
| United World Chart     | 29                 |